# یلنا میروشینا
یلنا میروشینا (روسی: Елена Мирошина؛ ۵ ژوئن ۱۹۷۴ – ۱۸ دسامبر ۱۹۹۵) ورزشکار شیرجه اهل روسیه بود.
وی در مسابقات کشوری و بین‌المللی در مجموع برندهٔ ۲ مدال طلا، ۲ مدال نقره شده‌است.